# No Type
Singles de Rae Sremmurd
No Flex Zone
(2014) Throw Sum Mo
(2014)
No Type est un single du groupe de rap américain Rae Sremmurd, issu de leur premier album studio SremmLife.
La chanson rencontre un grand succès avec plus de 500 millions de vue sur YouTube, le titre s'est classée 16e au Billboard Hot 100 et a été certifié disque de platine en se vendant à plus de 1 000 000 d'exemplaires aux États-Unis.

## Classement
| Charts (2014)                        | Meilleure position |
| ------------------------------------ | ------------------ |
| Canadian Hot 100                     | 51                 |
| (Flandres) Ultratop                  | 82                 |
| Tracklisten                          | 29                 |
| SNEP                                 | 165                |
| UK Singles Chart                     | 93                 |
| Billboard Hot 100                    | 16                 |
| US Hot R&B/Hip-Hop Songs (Billboard) | 3                  |
| US Hot Rap Songs (Billboard)         | 2                  |

### Classement annuel
| Classement (2014) | Position |
| ----------------- | -------- |
| US Hot Rap Songs  | 33       |

## Certifications
| Pays       | Certification | Ventes certifiées |
| ---------- | ------------- | ----------------- |
| États-Unis | Platine       | 1 000 000         |